# Stazione di Taourirt
La stazione di Taourirt è una stazione di Taourirt, in Marocco, situata nel centro della città.